# Freyung
Freyung (pronunciación en alemán: /ˈfʁaɪ̯ʊŋ/ⓘ) es un municipio y la ciudad capital del distrito de Freyung-Grafenau, en el estado federado de Baviera (Alemania), con una población a finales de 2016 de unos 7305 habitantes.
Se encuentra ubicado al este del estado, en la región de Baja Baviera, a poca distancia al norte del río Danubio y al oeste de la frontera con Austria y República Checa.